# Tom Brigham
Tom Brigham (...) è un informatico e programmatore statunitense.
Nel 1993 ricevette l'Oscar al merito tecnico-scientifico, assieme a Douglas Smythe, «per il concept originale e il lavoro pionieristico (Brigham) e per lo sviluppo e la prima implementazione in lungometraggi del sistema MORF per la metamorfosi digitale di immagini ad alta risoluzione. Il sistema MORF ha reso pratica la creazione di metamorfosi ed effetti di trasformazione per i film».

## Filmografia
- The Works, regia di Lance Williams (incompiuto)
- R.A.B.L., regia di Patrice M. Regnier (1985)
- 1991 Seconds, regia di Patrice M. Regnier (1991)
- Foci, regia di Patrice M. Regnier (1992)
- TESLA, regia di Carter Burwell
- Stocasthique, regia di Patrice M. Regnier